# Видука, Марк
Марк Э́нтони Виду́ка (англ. Mark Anthony Viduka; род. 9 октября 1975 года, Мельбурн, Австралия) — австралийский футболист, нападающий. Выступал за сборную Австралии. Считается одним из лучших австралийских футболистов в истории.

## Клубная карьера

### «Мельбурн Найтс»
Марк Видука начал свою профессиональную карьеру в 1993 году в клубе «Мельбурн Найтс» (который, до сезона 1993 был известен как «Мельбурн Хорватия») и в июне следующего года принял участие в играх сборной. В своих двух сезонах с «рыцарями», он был лучшим бомбардиром в Национальной футбольной лиге (NSL) и был дважды удостоен медали Джонни Уоррена как Лучший Игрок Года (NSL) в сезонах 1993/94 и 1994/95. В последнем сезоне за «рыцарей», Марк выиграл чемпионат Австралии. Трибуна на стадионе «Найтс Стэдиум», домашнем стадионе «Мельбурн Найтс», была переименована в «Видука Стэнд» в его честь.

## Выступление на ЧМ-2006
На чемпионате мира 2006 года в Германии Видука был капитаном сборной Австралии. Австралийцы под руководством Гуса Хиддинка выступали в группе F и в первом матче обыграли команду Японии (3:1), забив все три мяча после 83-й минуты. Затем Австралия проиграла Бразилии (0:2). В решающем матче Австралии надо было не проиграть Хорватии. Европейцы дважды выходили вперёд, но австралийцы оба раза сравнивали счёт и добились ничьей (2:2), выйдя из группы со второго места. В 1/8 финала Австралия проиграла Италии, пропустив мяч со спорного пенальти на пятой добавленной ко второму тайму минуте (0:1). Итальянцы играли в меньшинстве с 50-й минуты после удаления Марко Матерацци. Италия затем стала чемпионом мира.

## Достижения

### Командные
Мельбурн Найтс
- Чемпион Национальной футбольной лиги: 1994/95

Динамо (Загреб)
- Чемпион Хорватии: 1995/96, 1996/97, 1997/98
- Обладатель Кубка Хорватии: 1995/96, 1996/97, 1997/98

Селтик
- Обладатель Кубка шотландской лиги: 2000

### Личные
- Футболист года в Океании: 2000
- Игрок года по версии футболистов Шотландской профессиональной футбольной ассоциации: 2000